# 利奧波德報告
《利奧波德報告》（英語：Cain Report），官方名稱為《國家公園的野生動物管理》（英語：Revisiting Leopold: Resource Stewardship in the National Parks），是1963年由野生動物管理特別諮詢委員會，提交予美國內政部長史都華·尤德爾的生態系統管理建議文件。這份報告以委員會主席兼主要作者——動物學家兼環保人士A·斯塔克·利奧波德命名，對後續保護政策的制定產生深遠影響。
在美国国家公园管理局強制減少黃石國家公園內的加拿大馬鹿數量而引發多年公眾爭議後，內政部長尤德爾於1962年組建諮詢委員會，旨在通過收集科學數據來指導國家公園未來的野生動物管理方針。委員會研究發現，其他國家公園的動物族群控制計劃收效甚微，建議對黃石公園的加拿大馬鹿採取不同的管理策略。這份報告系統闡述了國家公園野生動物管理的目標、政策、方法，提出除保護措施外，還應通過管理和調節野生動物的數量，以防止棲息地退化。報告涉及捕食者控制、野火生態學等多個領域，並建議國家公園管理局聘用科學家團隊，利用目前的科學研究開展公園管理。
《利奧波德報告》首次提出了統一管理公園遊客與生態系統的具體方案，內文被多家全國性刊物轉載，其中不少建議也被納入管理局的官方政策。儘管報告因提出「重塑近乎真實的原始美洲風貌」這一根本管理目標而備受矚目，但也因其理想主義傾向和視野局限而受到質疑。

## 背景

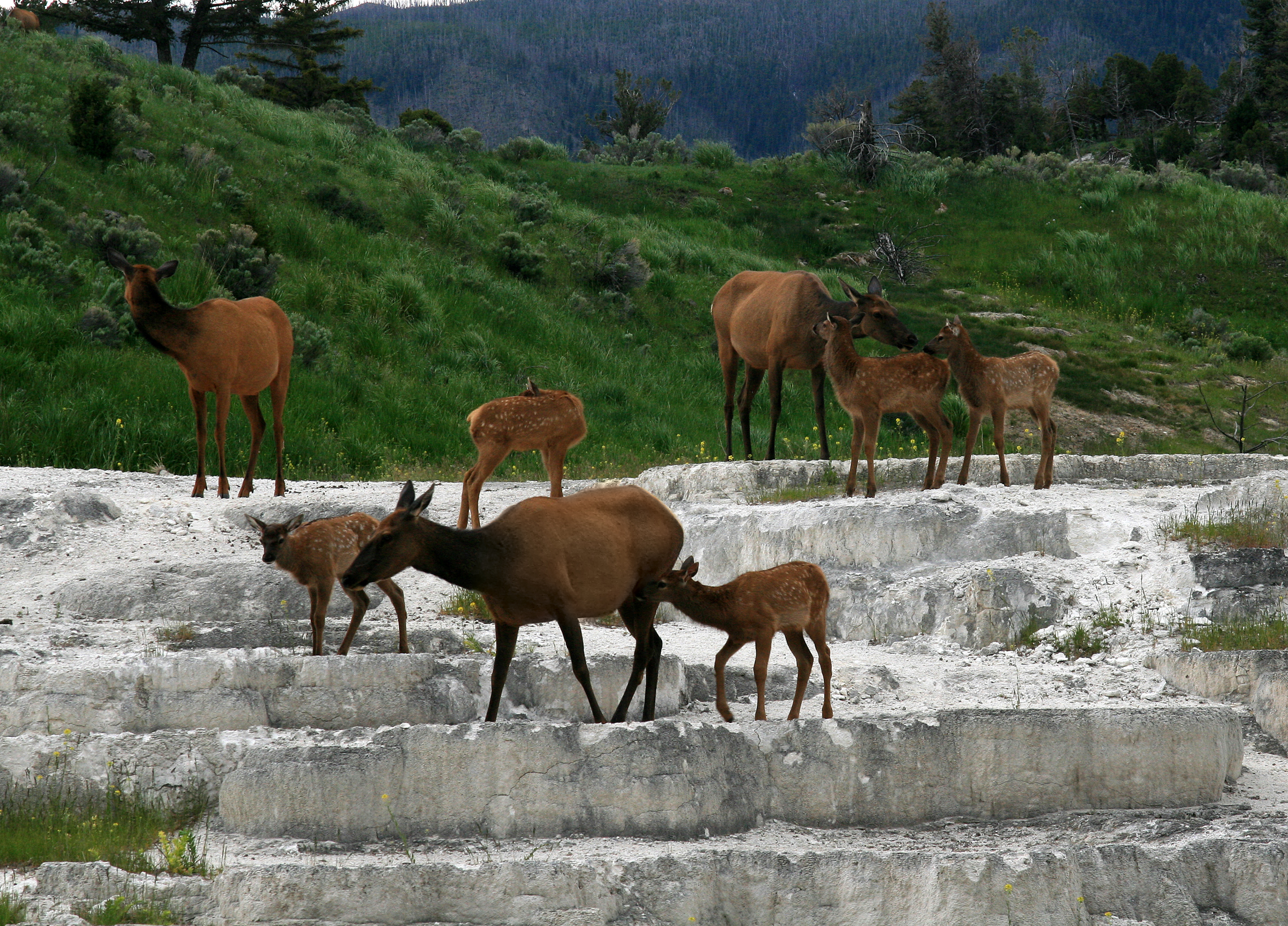
黃石公園猛獁溫泉的加拿大馬鹿

黃石國家公園由美国国会於1872年3月1日通過設立；作為美國首個國家公園，它迅速成為熱門的旅遊目的地。起初，黃石國家公園由多個機構分散管轄，缺乏行政體系支持。在成立四十餘年後，總統伍德罗·威尔逊於1916年簽署法案，成立國家公園管理局，賦予其「保護自然景觀、歷史遺跡及野生動植物，向公眾提供遊覽服務，同時保持它們不受損害，以供子孫後代享受」的法定職責。國家公園管理局肩負保護與旅遊開發雙重使命，但這兩個截然不同的目標在1940至1950年代保育運動復甦時期引發諸多分歧。
1910至1920年代，國家公園管理局開始致力提升黃石公園的旅遊吸引力。當時，加拿大馬鹿與羚羊等物種被視為最受公園遊客歡迎的遊覽點；管理局遂透過冬季投喂和捕食者控制等手段，試圖增加其族群數量，以吸引更多遊客。此舉雖顯著擴大了加拿大馬鹿族群，卻導致大角羊等其他野生動物遭受不利影響。儘管獵人偶有獵殺以控制加拿大馬鹿數量，但因過度啃食問題，這些動物仍持續威脅著北部山脈生態系統。1961年冬季，公園管理員透過射殺約4,300頭加拿大馬鹿來應對這一生態困境。管理局的激進手段引發輿論嘩然，電視聯播網和報刊對此次撲殺的報導，招來公眾抗議，國會也為此舉行聽證會。國際漁獵專員協會（The International Association of Game and Fish Commissioners）譴責「僱傭槍手屠殺加拿大馬鹿」而非交由獵人合法狩獵的做法，全美各地學童更是紛紛來函譴責。面對公眾壓力，管理局最終宣佈停止獵殺行動。

## 諮詢委員會與報告
黃石公園的加拿大馬鹿撲殺爭議，為國家公園管理局及其野生動物管理政策帶來負面影響。為應對這場「公共關係危機」，內政部長史都華·尤德爾於1962年組建野生動物管理特別諮詢委員會（Special Advisory Board on Wildlife Management），旨在開展徹底的科學與資源管理研究。該委員會的核心任務是收集科學數據，調查野生動物族群控制的必要性。委員會主席由著名環保主義者奥尔多·利奥波德的長子A·斯塔克·利奥波德出任——他還是知名動物學家、生態學教授，以及加州大學柏克萊分校校長助理。委員會其他成員均為傑出的科學家和保育人士：密西根大学保育系教授斯坦利·A·凱恩（Stanley A. Cain），前美國魚類及野生動物管理局局長、時任野生動物管理研究所（Wildlife Management Institute）所長艾拉·N·加布里埃爾森（Ira N. Gabrielson），美國國家野生動物聯盟執行董事托馬斯·L·金博爾（Thomas L. Kimball），以及前美國魚類及野生動物管理局助理局長、時任韋爾德野生動物基金會（Welder Wildlife Foundation）董事克拉倫斯·科塔姆（Clarence Cottam）。
諮詢委員會的成立具有歷史意義——這是首次引入外部專家組評估國家公園管理局內部的野生動物保護項目。1963年3月4日發佈的報告全稱為《國家公園的野生動物管理》，但更廣為人知的，是其非正式名稱——《利奧波德報告》。同期，美国国家科学院也組建獨立諮詢委員會，完成了《關於研究的報告》。這份通稱為《羅賓斯報告》的文件，以主筆人、生物學家威廉·J·羅賓斯（William J. Robbins）命名，於1963年8月1日發佈，距《利奧波德報告》問世僅晚了五個月。

## 建議

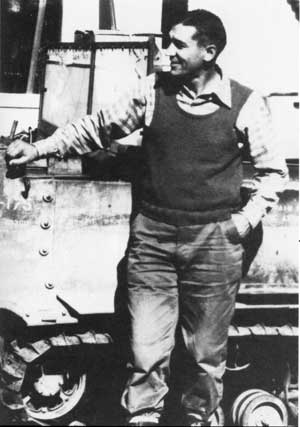
委員會主席A·斯塔克·利奥波德，報告由他主筆撰寫

《利奧波德報告》提出，控制黃石公園的加拿大馬鹿族群不僅必要，而且直接撲殺是最合適的選擇。科學數據顯示，其他國家公園的族群控制計劃實施規模不足，因此委員會建議未來應「擴大撲殺規模，多數情況下需每年實施」。報告同時支持「环境承载力」概念，主張通過主動管理加拿大馬鹿族群以恢復生態自然平衡。儘管諮詢委員會的建議主要聚焦於野生動物及其棲息地管理，但也涉及重建原始自然狀態的議題。有鑑於聯邦政府長期在國家公園及其他聯邦土地壓制野火，報告同時重新審視了野火生態學以及野火的重要性，建議將策略燒除作為塑造公園環境的低成本自然工具。
報告也重新評估了捕食者控制措施，認定其違背自然規律且不受民眾歡迎。雖然報告強烈反對休闲狩猎，但在護林員人手不足以應付動物移除計劃的情況下，可容許經篩選且受過專業訓練的公眾參與「以動物移除為唯一目的」的活動。報告闡明，國家公園管理局的核心目標在於保護國家公園，首要維護其「為公眾提供美學、精神、科學及教育價值」的功能。
報告偏離科學數據論證，轉向環境哲學角度思考，最終提出國家公園應承擔歷史使命的論斷。在〈美國國家公園管理目標〉一段中，有一段論述暗示要重塑未受破壞的景觀，而這觀點觸及國家公園的核心理想：「作為首要目標，我們建議每個公園內的生物群落應儘可能維持，或在必要時重建，使其接近白人首次到訪該地區時的自然狀態。國家公園應當成為原始美洲的微縮景觀。」報告進一步闡述：
重現原始生態並非易事，也難以百分百還原。某些物種已經滅絕。假以時日，東部闊葉林或會再次枝繁葉茂，但栗樹早已不復存在，鴿子振翅之聲亦成絶響。夏威夷的低地森林裡再也聽不到色彩斑斕的管鴰啼鳴，南方沼澤中也會永遠失去象牙喙啄木鳥的啄木聲。要將狼和灰熊重新引入農牧區困難重重，而人類對公園的利用只能規範，無法禁絶。外來動植物與疾病更是無法根除。這些局限我們心知肚明。但即使目標無法完全實現，我們仍能漸近理想。憑藉高超技巧、專業判斷以及生態敏感度，我們或能重塑近乎真實的「原始美洲」風貌。我們認為，這應該成為所有國家公園和紀念區的核心目標。
最重要的是，報告強調了國家公園開展科學研究和生態管理專業化的必要性。委員會承認人類對自然造成的危害，呼籲建立「一套當今美國尚不存在的生態技能」。報告更呼籲探索積極保護和恢復國家公園動植物生命的新方法：「美國人已展現出破壞和割裂原生生物群落的強大能力。但在修復受損生態系統方面，我們至今仍未充分發揮想像力與創造力。單靠被動保護是無法做到這一點。」

## 反響與出版
《利奧波德報告》於1963年3月4日首次發布，刊登於《第28屆北美野生動物與自然資源會議論文集》（Transactions of the Twenty-Eighth North American Wildlife and Natural Resources Conference）。1951年至1964年間擔任國家公園管理局局長的康拉德·L·沃斯指出，報告用「現代語言」重述了1916年《國家公園管理局組織法》的宗旨，以科學視角重新界定國家公園的根本使命。內政部長尤德爾支持報告內容，並指示國家公園管理局將建議納入日常管理。在1963年5月2日的備忘錄中，他援引《利奧波德報告》框架重申國家公園的目標：「……公園管理的首要任務，是儘可能維持每個公園內生物群落在特定歷史時期的原生關聯。其終極目標在於營造或保存原始美洲的自然風貌。」
委員會隨後改組為國家公園管理局常設的自然科學諮詢委員會（Natural Sciences Advisory Board）。1964年，新任局長小喬治·B·哈特佐格成立自然科學研究部（Division of Natural Science Studies），任命生物學家小喬治·斯普魯格爾（George Sprugel Jr.）為該部的首席科學家。報告中提及的「原始美洲縮影」理念令人難忘，亦引發公眾廣泛關注，更獲得媒體大肆報導以及天然資源保護論者的高度評價。多家全國性刊物轉載全文，自然保育組織塞拉俱乐部旗下出版物《塞拉俱樂部通訊》（Sierra Club Bulletin）也特別刊發評論。利奧波德坦言，若早知報告會被廣泛閱讀和剖析，定會在下筆時字斟句酌。

## 影響

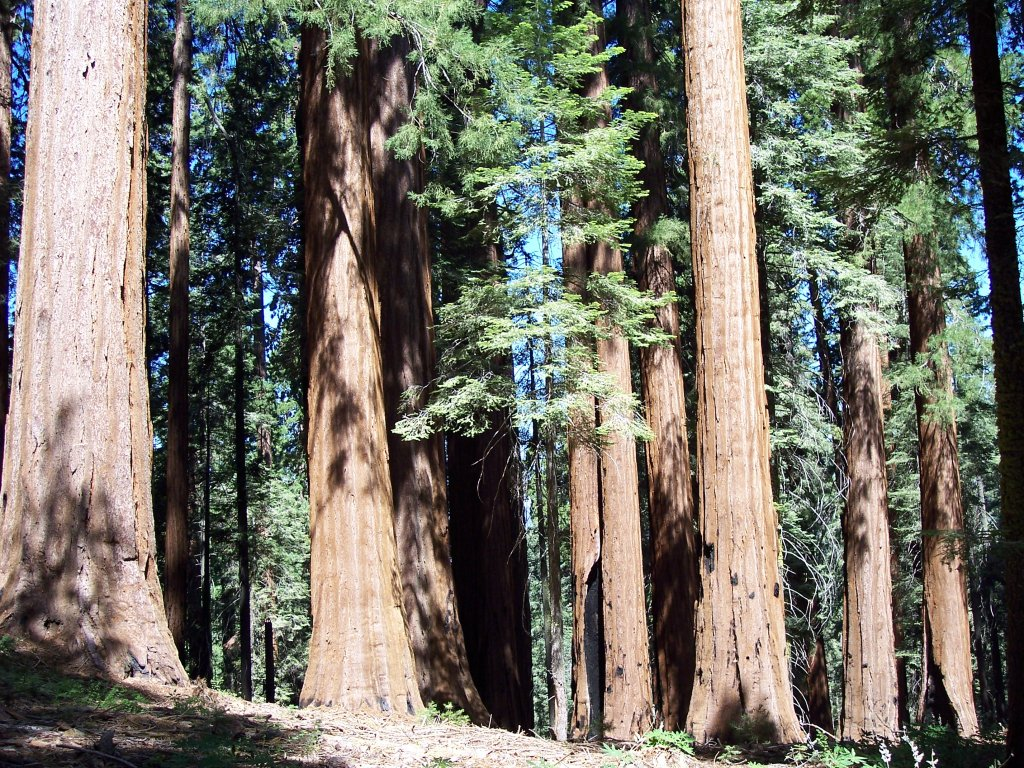
加利福尼亚州巨杉國家公園內的巨杉

《利奧波德報告》首次提出了一套統一管理遊客與生態系統的具體方案。隨著科學家入駐和資源管理計劃實施，國家公園管理局開始根據報告的建議來調整政策。雖然針對黃石公園內加拿大馬鹿族群的直接管理措施仍是科學界爭議焦點，但報告無疑深刻影響了國家公園管理的多個領域，例如在荒野管理和漁業管理上盡量採取不干擾政策。管理局也指示護林員，除了照料園內動植物及滅火等工作，還需協助科研人員收集數據。報告推動了1960年代後期一系列生態友善的立法行動：例如在1967年，管理局宣佈停止在園內射殺加拿大馬鹿，改為由天然環境和可用食物作自然控制。位於加利福尼亚州的巨杉國家公園以巨杉聞名，但一直飽受幼松木、白冷杉、香雪松以及茂密灌木叢困擾；報告直指這些植物「有如犬毛……實為過度保護導致野火缺失的惡果」。這些植物本可由雷暴引發的自然野火清除，卻因當時的火災抑制政策，導致它們嚴重威脅公園內巨杉的生存。受報告中「策略燒除」建議的直接推動，公園於1964年實行試驗性的可控燃燒，最終促成1968年將策略燒除正式列為改善森林生態的核心政策。火災生態學家布魯斯·基爾戈（Bruce Kilgore）認為報告是真正的變革催化劑，稱其為「對國家公園管理局[火災]政策最具里程碑意義的檔案」。
縱使《羅賓斯報告》未獲得與《利奧波德報告》同等的關注度，但它得出了類似結論。不同的是，《羅賓斯報告》嚴厲批評國家公園管理局科學研究體系缺失，並建議大刀闊斧改革管理體制，強調應以科學為基礎。1972年，內容更為詳盡的《凱恩報告》發布；這份報告長達207頁（相比之下《利奧波德報告》僅有28頁），由曾參與諮詢委員會的斯坦利·A·凱恩編撰。雖然延續了《利奧波德報告》的主要建議，但《凱恩報告》明確指出前份報告提出的措施幾乎未見落實，尤其是在捕食者控制方面。受《凱恩報告》直接影響，總統理查德·尼克松簽署了第11643號行政命令，限制使用番木鳖碱和氰化钠等毒藥來控制捕食者的數量。
人們對於《利奧波德報告》提出的意見褒貶不一。國家公園管理局歷史學家理查德·韋斯特·塞拉爾斯（Richard West Sellars）稱報告是自1916年《國家公園管理局組織法》以來，最具影響力的政策聲明。作家保羅·舒勒里在其1997年著作內評價道：「學者經常重溫這份報告以尋求新解讀甚至靈感，演講者在各種場合援引其觀點，而在關於現代公園管理的辯論中，它幾乎被用來佐證所有立場的論點。」另一方面，時常直言不諱地批評國家公園管理局的阿爾斯通·蔡斯（Alston Chase），則質疑報告的局限性，認為它「無意中用懷舊情緒取代了科學精神，背離了它原本想要支持的目標」。歷史學家菲利普·伯納姆（Philip Burnham）在其2000年著作中批評，報告堅持將公園恢復至「白人首次到訪時的自然狀態」，是忽視美國原住民在該地區的歷史存在。他又指出，雖然利奧波德等人比前人開明，但仍將原住民視為被動的旁觀者。
為慶祝管理局成立100週年，時任局長喬納森·賈維斯在2011年提出「編撰1963年《利奧波德報告》的當代版本，以應對自然和文化資源管理方面的現代挑戰」。最終報告《重訪利奧波德：國家公園的資源管理》於2012年8月25日發布。這份報告與《利奧波德報告》在許多方面都十分相似，但它除了野生動物管理目標，還涉及後者沒有提到的一般資源管理。新報告亦刪除了《利奧波德報告》中飽受爭議的觀點（即重現原始美洲的微縮景觀），取而代之的是「保護可能作為氣候避難所的棲息地」。作家湯姆·珀辛格（Tom Persinger）指出，雖然兩份報告都主張「為生態系統而管理」而非「管理生態系統」，但舊報告相對忽視生態系統的動態變化，而新報告則認為生態關係是活生生的、具動態性與不確定性。學者羅爾夫·迪亞曼特（Rolf Diamant）則指，新報告有幾處措詞與其前瞻性理念自相矛盾，又慨嘆原版《利奧波德報告》期望達到的「不受損害」管理標準，對許多國家公園而言可能已不再現實或可行。

## 備註

美國國家公園管理局標識

1. 1 2  譯名出自期刊《北京林業大學學報（社會科學版）》和《國家公園》[1][2]。
2. 1 2  期刊《國家公園》譯為《國家公園的野生動物管理》[2]，《世界林業研究》則譯作《國家公園內部的野生動物管理》[3]。
3. 1 2  譯名出自期刊《國家公園》[2]。

## 腳注
1. ↑  周戡 et al. 2020.
2. 1 2 3  李鹏 et al. 2023.
3. ↑  黄耘子 & 张恒诚 2024，第98頁.
4. ↑  Schullery 1997，第128頁.
5. ↑  Norton 1994，第158頁.
6. 1 2 3  Schullery 1997，第168頁.
7. ↑  Norton 1994，第159頁.
8. ↑  Persinger 2014，第34頁.
9. 1 2  Pritchard 1999，第203頁.
10. ↑  Schullery 1997，第172頁.
11. 1 2 3  Schullery 1997，第170頁.
12. 1 2  Sellars 1999，第200頁.
13. 1 2  Wright 1992，第32頁.
14. ↑  Wright 1992，第27頁.
15. ↑  Sellars 1999，第215頁.
16. ↑  United States. Committee et al. 1992，第42頁.
17. ↑  Leopold et al. 1963，第7頁.
18. ↑  Pritchard 1999，第208頁.
19. 1 2  Rothman 2007，第93頁.
20. ↑  Sellars 1999，第243頁.
21. 1 2 3  Sellars 1999，第214頁.
22. ↑  Leopold et al. 1963，第1-2頁.
23. ↑  Leopold et al. 1963，第3-5頁.
24. ↑  Pritchard 1999，第211-212頁.
25. 1 2  Leopold et al. 1963，第4頁.
26. 1 2  Cole & Yung 2010，第71頁.
27. ↑  Callicott & Nelson 1998，第xii頁.
28. ↑  Sellars 1999，第217頁.
29. ↑  United States. Committee et al. 1992，第44頁.
30. ↑  United States. Committee et al. 1992，第45頁.
31. ↑  Sellars 1999，第220頁.
32. ↑  Pritchard 1999，第220頁.
33. ↑  Schullery 1997，第168-169頁.
34. 1 2  Norton 1994，第160頁.
35. ↑  Dilsaver 1997，第270頁.
36. ↑  Schullery 1997，第195-196頁.
37. ↑  Sellars 1999，第221頁.
38. ↑  Cole & Yung 2010，第73-74頁.
39. ↑  Dilsaver 1997，第270-271頁.
40. ↑  Sellars 1999，第257頁.
41. ↑  Wright 1992，第42頁.
42. ↑  Sellars 1999，第215-216頁.
43. ↑  Leydet 1988，第130頁.
44. ↑  Leydet 1988，第133頁.
45. ↑  Burnham 2000，第148頁.
46. ↑  Burnham 2000，第149頁.
47. ↑  Persinger 2014，第35-37頁.
48. ↑  Diamant 2012，第300頁.

## 文獻
- Burnham, Philip. . Washington, D.C.: Island Press. 2000. ISBN 1-55963-667-X （英语）.
- Callicott, J. Baird; Nelson, Michael P. (编). . Athens, GA: University of Georgia Press. 1998. ISBN 0-8203-1984-8 （英语）.
- Cole, David N.; Yung, Laurie (编). . Washington, D.C.: Island Press. 2010. ISBN 1-59726-509-8 （英语）.
- Diamant, Rolf. . The George Wright Forum. 2012, 29 (3): 299–301 language=en. ISSN 0732-4715.
- Dilsaver, Lary M. . Lanham, MD: Rowman & Littlefield. 1997. ISBN 0-8476-8440-7 （英语）.
- Leopold, A.S.; Cain, S.A.; Cottam, C.M.; Gabrielson, I.N.; Kimball, T.L.  (PDF). Advisory Board on Wildlife Management. 1963-03-04  [2025-07-07]. （原始内容存档 (PDF)于2025-06-13） （英语）.
- Leydet, François. . Norman, OK: University of Oklahoma Press. 1988. ISBN 0-8061-2168-8 （英语）.
- Norton, Bryan G. . New York, NY: Oxford University Press. 1994. ISBN 0-19-509397-6 （英语）.
- Persinger, Tom. . American Forests. 2014, 120 (1): 32–37. ISSN 0002-8541 （英语）.
- Pritchard, James A. . Lincoln, NE: University of Nebraska Press. 1999. ISBN 0-8032-3722-7 （英语）.
- Rothman, Hal K. . New York, NY: Oxford University Press. 2007. ISBN 0-19-531116-7 （英语）.
- Schullery, Paul. . Boston, MA: Houghton-Mifflin. 1997. ISBN 978-0-618-15363-3 （英语）.
- Sellars, Richard West. . New Haven, CT: Yale University Press. 1999. ISBN 0-300-07578-2 （英语）.
- United States. Committee on Improving the Science and Technology Programs of the National Park Service; Board on Environmental Studies and Toxicology; Commission on Geosciences, Environment and Resources; National Research Council. . Washington, D.C.: National Academy Press. 1992. ISBN 0-585-08525-0 （英语）.
- Wright, R. Gerald. . Urbana, IL: University of Illinois Press. 1992. ISBN 0-252-06195-0 （英语）.
- 李鹏; 边志伟; 吴万里; 裴艳霞; 赵敏; 曾洪云; 艾伦·沃森; 陆颖; 申仕康. . 国家公园(中英文). 2023, 1 (3): 173–189. CN 10-1889/S. ISSN 2097-3225 （中文（中国大陆））.
- 周戡; 王丽; 李想; 张多; 刘天科; 林进; 刘鹏. . 北京林业大学学报（社会科学版）. 2020, 19 (4): 46–54. CN 11-4740/C. ISSN 1671-6116. doi:10.13931/j.cnki.bjfuss.2020074 （中文（中国大陆））.
- 黄耘子; 张恒诚.  (PDF). 世界林业研究. 2024-10, 37 (5): 95–100. CN 11-2080/S. doi:10.13348/j.cnki.sjlyyj.2024.0088.y （中文（中国大陆））.

## 延伸閱讀
- National Academy of Sciences - National Research Council. . National Research Council. 1963-08-01  [2025-07-11]. （原始内容存档于2025-05-13） （英语）.
- United States. Advisory Committee on Predator Control. . Ann Arbor, MI: University of Michigan Press. 1972. ISBN 0-252-06195-0 （英语）.
- 保尔森基金会. . 澎湃新闻. 2019-11-14  [2025-07-11]. （原始内容存档于2024-05-02） （中文（中国大陆））.